# Liptougou (departamento)
Liptougou é um departamento ou comuna da província de Gnagna no Burkina Faso. A sua capital é a cidade de Liptougou.
Em 1 de julho de 2018 tinha uma população estimada em 59070 habitantes.